# Pellecebra superba
Pellecebra superba is een vlinder uit de familie spinners (Lasiocampidae). De wetenschappelijke naam van deze soort is voor het eerst geldig gepubliceerd in 2012 door Prozorov & Zolotuhin.
De soort komt voor in tropisch Afrika.